# Александра Софронијевић
Александра Дамњановић Софронијевић (Обреновац, 1961) је српска политичарка и правница. Од 2014. налази се на позицији државног секретара у Министарству грађевинарства, саобраћаја и инфраструктуре.

## Биографија
Рођена је 1961. године у Обреновцу. Дипломирала је на Правном факултету Универзитета у Београду.
Од 1987. до 2004. у Градској општини Савски Венац обављала је дужности саветника, помоћника начелника и начелника за имовинско-правне, грађевинске и комунално-стамбене послове. Претходно је две године радила као адвокатски приправник у области грађанског и кривичног права.
У периоду од 2004. до 2012. године била је помоћник министра у Министарству за капиталне инвестиције, Министарству инфраструктуре, Министарству заштите животне средине, рударства, просторног планирања и урбанизма.
Од 2012. до 2014. била је помоћник министра грађевинарства и урбанизма, одговорна за рад Сектора који се бави издавањем грађевинских и употребних дозвола, енергетску ефикасност у зградарству, грађевинско земљиште, републичку грађевинску и комуналну инспекцију и управно-правни надзор у области државног премера и катастра.
Од 2014. налази се на позицији државног секретара у Министарству грађевинарства, саобраћаја и инфраструктуре.
Учесник је свих радних група за израду закона и подзаконских аката из области просторног планирања и урбанизма, грађевинарства и озакоњења, од 2003. године до данас и задужена за реализацију неколико државних пројеката (изградња торња на Авали. отклањање последица поплава у Јаши Томићу, отклањање последица активирања клизишта на територији Републике Србије), као и учесник, по позиву, на изради закона из области државног премера и катастра, враћања одузете имовине ранијим сопственицима, путева и других посебних закона, члан Радне групе Владе за избор концесионара и по избору концесионара, члан Радне групе за праћење концесије за аеродром „Никола Тесла“ у Београду, члан Управног одбора Директората за цивилно ваздухопловство.
Дана 10. децембра 2024, са функције државног секретара Министарства грађевинарства, саобраћаја и инфраструктуре, предложена је на на функцију министарке грађевинарства, саобраћаја и инфраструктуре. Месец дана раније, претходни министар Горан Весић је, после пада надстрешнице зграде Железничке станице у Новом Саду, услед чега је живот изгубило 15 особа, поднео оставку.

## Приватни живот
Говори енглески језик. Мајка је пунолетног детета.